# Мец (Міссурі)
Мец (англ. Metz) — селище (англ. village) в США, в окрузі Вернон штату Міссурі. Населення — 22 особи (2020).

## Географія
Мец розташований за координатами 37°59′48″ пн. ш. 94°26′33″ зх. д. / 37.99667° пн. ш. 94.44250° зх. д. (37.996780, -94.442531).  За даними Бюро перепису населення США в 2010 році селище мало площу 0,33 км², з яких 0,33 км² — суходіл та 0,00 км² — водойми.

## Демографія
Згідно з переписом 2010 року, у місті мешкало 49 осіб у 22 домогосподарствах у складі 15 родин. Густота населення становила 148 осіб/км².  Було 31 помешкання (94/км²).
Расовий склад населення:
| - 93,9 % — білих - 6,1 % — корінних американців |

До двох чи більше рас належало 0,0 %. Частка іспаномовних становила 0,0 % від усіх жителів.
За віковим діапазоном населення розподілялося таким чином: 22,4 % — особи молодші 18 років, 61,3 % — особи у віці 18—64 років, 16,3 % — особи у віці 65 років та старші. Медіана віку мешканця становила 44,5 року. На 100 осіб жіночої статі у місті припадало 122,7 чоловіків;  на 100 жінок у віці від 18 років та старших — 137,5 чоловіків також старших 18 років.
Середній дохід на одне домашнє господарство  становив 31 312 долари США (медіана — 26 875), а середній дохід на одну сім'ю — 37 875 доларів (медіана — 33 750). За межею бідності перебувало 5,6 % осіб, у тому числі 0,0 % дітей у віці до 18 років та 18,2 % осіб у віці 65 років та старших.
Цивільне працевлаштоване населення становило 8 осіб. Основні галузі зайнятості: транспорт — 25,0 %, виробництво — 25,0 %, мистецтво, розваги та відпочинок — 12,5 %, освіта, охорона здоров'я та соціальна допомога — 12,5 %.